# Vanessa cardui

Migración de Vanessa cardui entre África del norte y Europa

La vanesa de los cardos (Vanessa cardui) es una especie  de lepidóptero ditrisio  de la familia Nymphalidae. Es una de las mariposas de mayor distribución geográfica, encontrándose en todos los continentes menos en la Antártida. Puede vivir en cualquier zona templada, incluyendo las montañas en los trópicos. Es una especie migratoria, residente permanente en áreas cálidas que llega a otras regiones parte del año.
Otras especies cercanas son Vanessa kershawi (a veces considerada como una subespecie), Vanessa virginiensis y Vanessa annabella.

## Descripción
La vanessa de los cardos es una mariposa grande (de 5 a 9 cm) caracterizada por sus esquinas blancas y negras en las  alas principalmente naranjas con puntos negros. Los huevos tardan dos semanas en eclosionar, una vez eclosionados, la oruga toma de siete a once días en convertirse en una crisálida y le toma a la crisálida otros siete a once días en convertirse en imago o adulto.

## Migración
La vanesa de los cardos no se queda en un área específica mucho tiempo, puede llegar a recorrer 1.600 km durante toda su vida. Tiene una migración de 14.000 km desde Gran Bretaña y Suecia hasta África occidental que requiere hasta seis generaciones.  Vuelan a grandes alturas, por eso sus movimientos no han sido bien observados hasta épocas recientes.

## Ciclo de vida
Depositan sus huevos donde encuentran néctar abundante. No parecen reconocer las plantas hospederas, como muchas otras especies. Esto puede causar alta mortalidad de los huevos que no hayan sido depositados en las plantas hospederas. Producen una gran cantidad de huevos; hay mayor dependencia en una progenie numerosa que en supervivencia.

## Plantas nutricias
Las orugas se alimentan de una variedad de plantas de la familia de las asteráceas, especialmente de Carduus crispus. También se alimentan de las boragináceas, malváceas (especialmente Alcea y Malva neglecta). Los adultos liban néctar de una gran variedad de flores silvestres y flores cultivadas. Las más comunes son el cardo (del cual deriva su nombre), Buddleja, Aster, Bidens y Zinnia

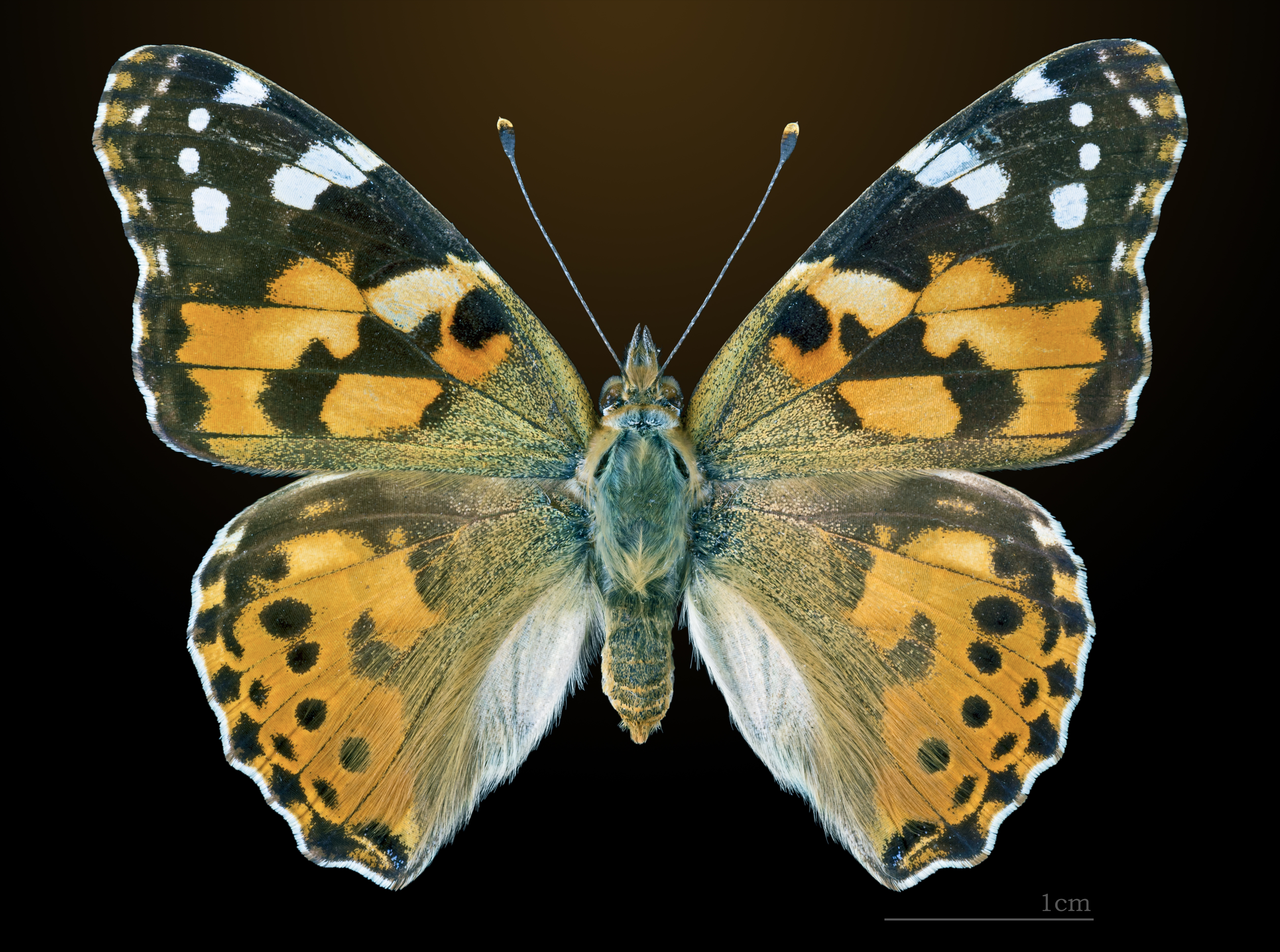
Vanessa cardui
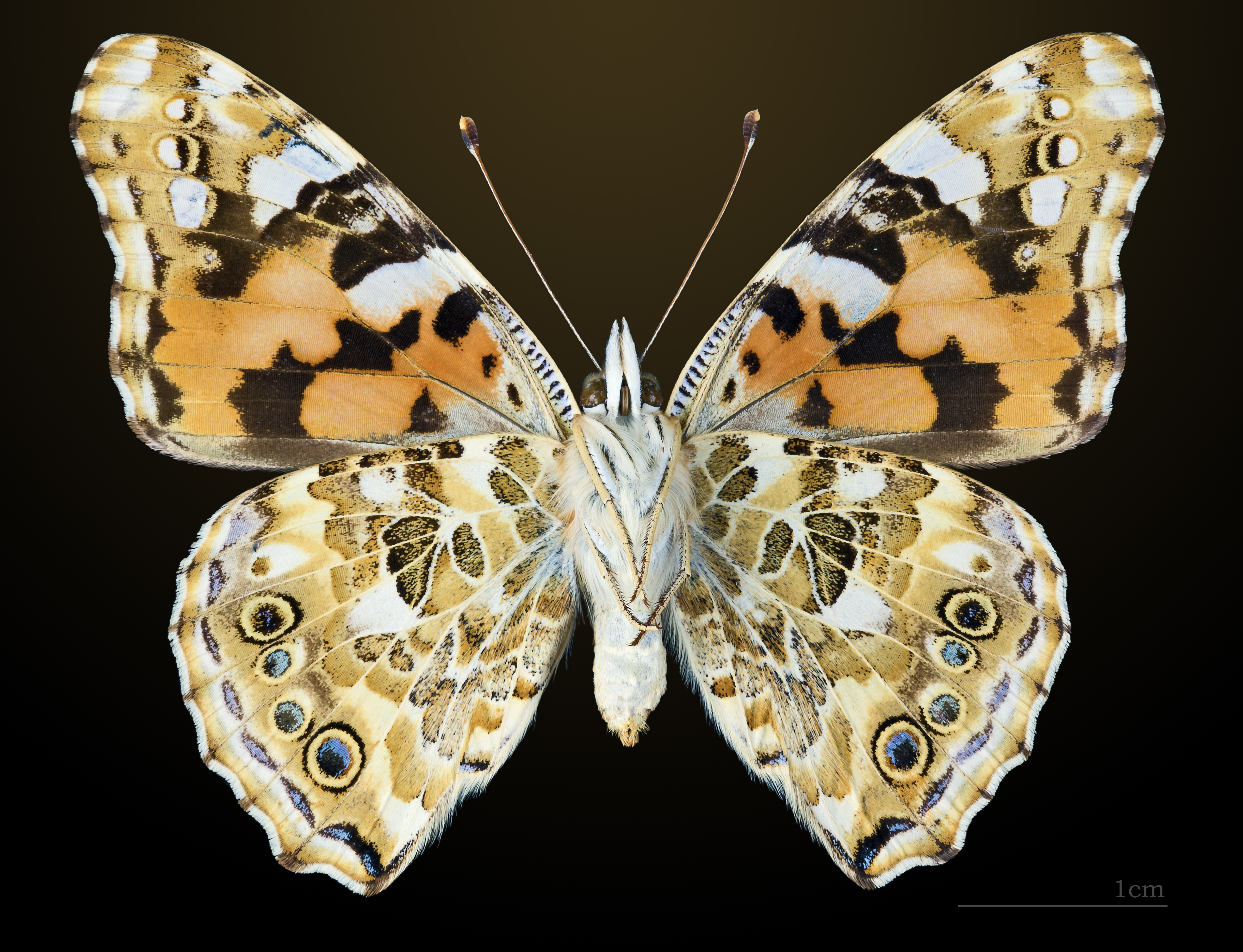
△  Vanessa cardui
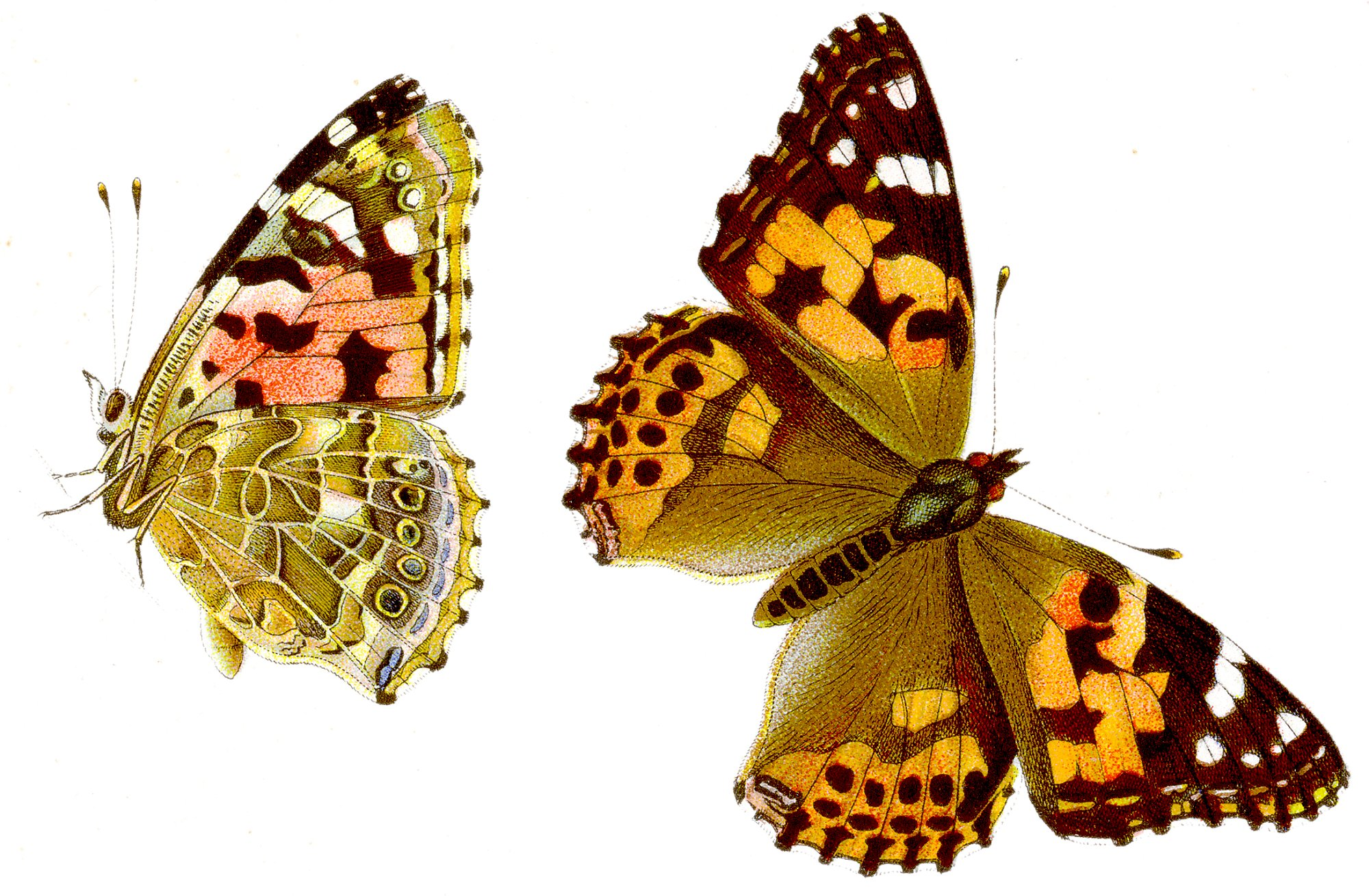
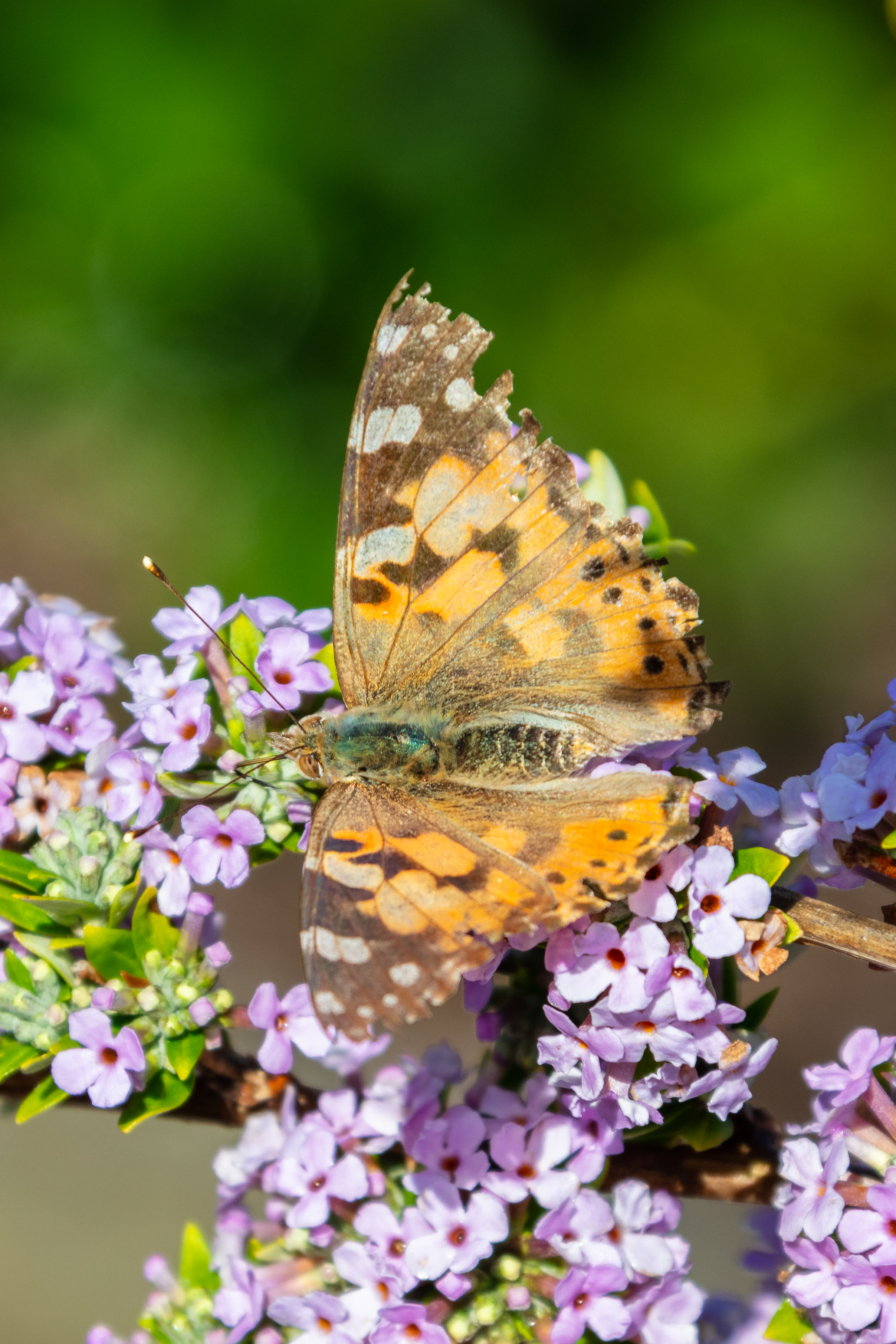
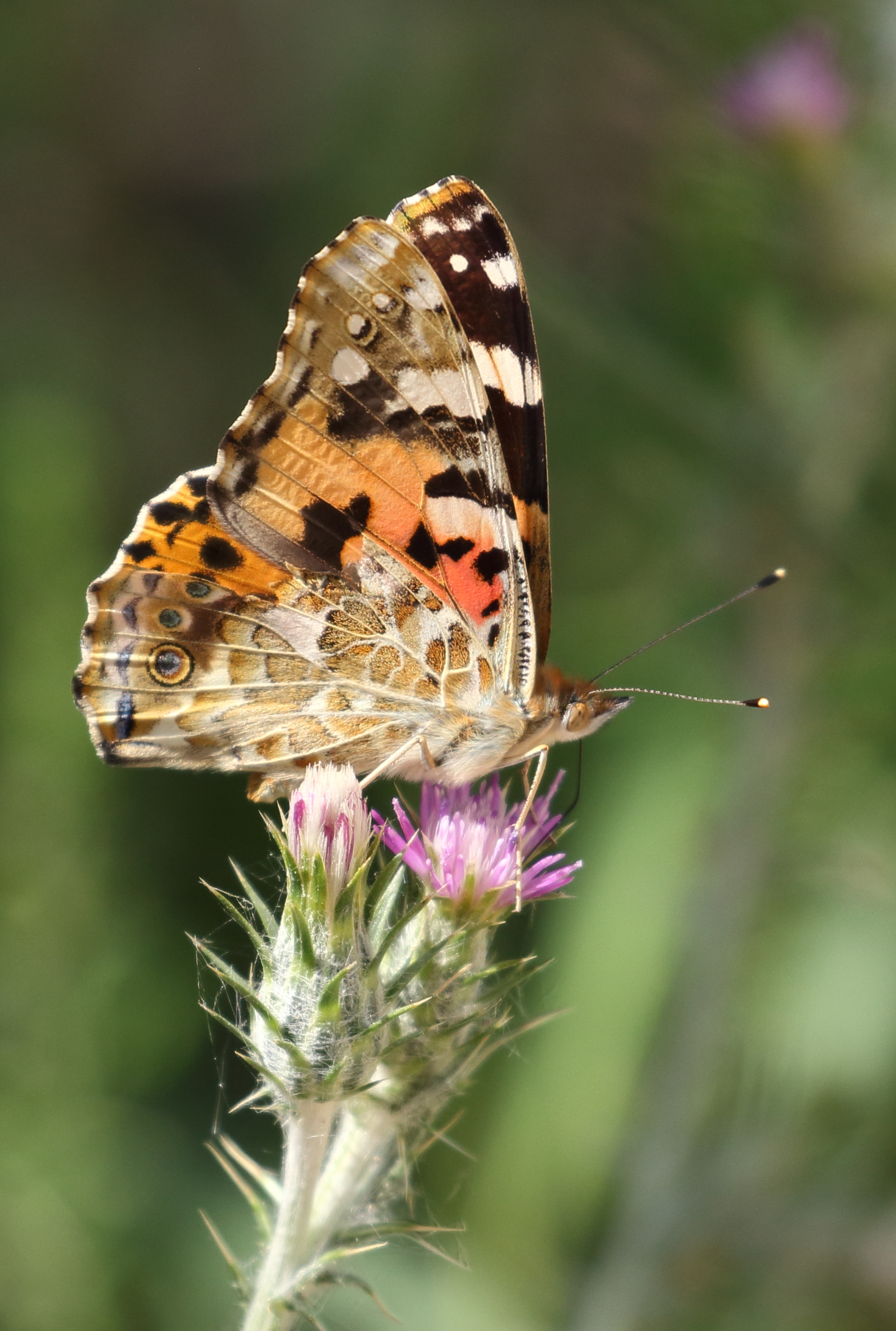
Vista lateral